# Sobralia intermedia
Sobralia intermedia là một loài thực vật có hoa trong họ Lan. Loài này được P.H.Allen miêu tả khoa học đầu tiên năm 1958.